# Camisa 9
Camisa 9 foi uma mesa-redonda de debates sobre futebol.

## História
Foi exibida nas noites de domingo no canal 9 do Rio de Janeiro, sucessivamente ocupado pela TV Record carioca, TV Corcovado, Rede OM e CNT. Luiz Orlando era o apresentador.
A mesa era composta por respeitados comentaristas do meio futebolístico do Rio de Janeiro como Oldemário Touguinhó, Armando Marques, Napoleão Nascimento, Oswaldo Baptista (irmão de Orlando Baptista), Francisco Horta, Sandro Araújo, Achiles Chirol e o pai de Luiz Orlando, o narrador esportivo Orlando Baptista. Na segunda metade dos anos 80 e no início dos anos 90, período no qual foi exibido, Camisa 9 garantiu uma audiência fiel por ser a principal mesa-redonda da televisão fluminense.
O apresentador Luiz Orlando já ancorara uma atração similar, o Esporte Total - Mesa Redonda, também aos domingos, no início da década de 1980, na TVE. Participavam do programa os jornalistas José Inácio Werneck, Luis Mendes, Achiles Chirol e Sérgio Noronha.
A atração deu lugar ao Momento do Sport, apresentado por Napoleão Nascimento e Jonas Santana.